# Upplands-Brohus
AB Upplands-Brohus är ett allmännyttigt bostadsföretag med verksamhet i Upplands-Bro kommun. Företaget är helägd av kommunen och har 2135 lägenheter samt även kommersiella lokaler.